# HD 190360 b
HD 190360 b — первая обнаруженная экзопланета планетной системы жёлтого карлика двойной звезды HD 190360 (вторая компонента двойной звезды — красный карлик), похожая на Юпитер. Изначально предполагалось существенное сходство орбит HD 190360 b и Юпитера (обусловленное нулевым эксцентриситетом орбиты и большим периодом обращения), однако быстро появились данные, свидетельствующие против этого.